# Ni d'Ève ni d'Adam (film)
Pour les articles homonymes, voir Ni d'Ève ni d'Adam.
Pour plus de détails, voir Fiche technique et Distribution.
Ni d'Ève ni d'Adam est un film français réalisé par Jean Paul Civeyrac, sorti en 1997.

## Fiche technique
- Titre  original : Ni d'Ève ni d'Adam
- Réalisateur : Jean Paul Civeyrac
- Scénariste  : Jean Paul Civeyrac, Pierre Erwan Guillaume
- Producteurs : Gérard Louvin, Philippe Martin
- Directeur de la photographie : Pascal Poucet
- Montage :  Sylvie Fauthoux, Benoît Hillebrant, Andrea Sedláčková
- Création des décors : Brigitte Brassart
- Société de production :  Les Films Pelléas
- Société de distribution : Les Films du losange
- Pays d'origine  :  France
- Genre : drame
- Durée : 1h30
- Dates de sortie : 
  -  France : 5 février 1997

## Distribution
- Morgane Hainaux : Gabrielle
- Guillaume Verdier : Gilles
- Frédérique Gagnol : La mère de Gabrielle
- Luc Tissot : Le père de Gilles
- Hélène Chambon : La mère de Gilles
- Sandy Granara : La pianiste
- Karen Granara : L'accordéoniste
- Lucile Nogier : La sœur de Gilles
- Anne Kervoelen : Cyrille
- Soufian Ezzine : Rachid
- Fouhad Beldjoudi : Le garçon au couteau
- Radia Daoud : La fille à la cigarette
- Béatrice Arianiello : Stéphanie
- Sébastien Jourdan : Michel
- Mickaël Valla : Clafoutis
- Jean Yanar : Jean
- Sébastien Hécart : Lanceur de pierres
- Damien Crozet : Lanceur de pierres
- Samira Beldjoudi : Lanceur de pierres
- Florentine Simand : Lanceur de pierres
- Violette Vialle : Lanceur de pierres
- Osman Goktekin : Le garçon au briquet
- Alain Fert : Valdek
- Georges Batagne : Professeur L.E.P.
- Christine Couillaud : Maryline
- Frédérique Salles : La mariée
- Patrick Roques : Le marié
- Yves Caumon :	L'amuseur d'enfants
- Christian Baltauss : Le mari de la voisine